# Јунион (Вашингтон)
Јунион (енгл. Union) насељено је место без административног статуса у америчкој савезној држави Вашингтон.

## Демографија
По попису из 2010. године број становника је 631.
| Група             | 2000.    | 2010.       |
| Белци             | 0 (0,0%) | 554 (87,8%) |
| Афроамериканци    | 0 (0,0%) | 2 (0,3%)    |
| Азијати           | 0 (0,0%) | 8 (1,3%)    |
| Хиспаноамериканци | 0 (0,0%) | 16 (2,5%)   |
| Укупно            | 0        | 631         |